# Morinda gjellerupii
Morinda gjellerupii är en måreväxtart som beskrevs av Theodoric Valeton. Morinda gjellerupii ingår i släktet Morinda och familjen måreväxter. Inga underarter finns listade i Catalogue of Life.